# 葉子祈
葉子祈（英语：Yip Brandon Kenneth，1995年－），將向天晴成員，前香港西貢區議會維景選區區議員。
2019年，以3199票擊敗爭取連任的陳繼偉，成為該選區首位民主派區議員，亦為非建制派相隔12年重新奪回維景灣畔的控制權

## 區議會問政
2020年3月3日，將軍澳民生關注組提出兩項動議﹐分別把唐明街休憩處更名為「周梓樂紀念公園」，以及把落成後的將軍澳第72區休憩設施命名為「陳彥霖紀念公園」，議案雖獲工黨及無黨籍區議員鄭仲文支持，但同時引發將向天晴、新民主同盟、將軍澳青年力量、西貢鄉民及部分無黨籍區議員批評動議不尊重家屬，將向天晴議員葉子祈批評動議本末倒置，指應針對政權的不公執法行動，而不是將抗爭情緒宣洩於紀念設施上，並將一袋「人血饅頭」倒向提出動議的將軍澳民生關注組陸平才及柯耀林，批評他們消費死者，最後動議通過暫停討論。

## 香港區議會選舉結果
2019年
| 政党   | 政党       | 候选人    | 票数  | %     | ±      |
| ------ | ---------- | --------- | ----- | ----- | ------ |
|        | 獨立民主派 | ①. 黃成光 | 70    | 1.11  | -9.48  |
|        | 專業動力   | ②. 陳繼偉 | 3,021 | 48.03 | -41.38 |
|        | 將向天晴   | ③. 葉子祈 | 3,199 | 50.86 |        |
| 多数票 | 多数票     | 多数票    | 178   | 2.83  | 不適用 |

## 爭議

### 疫情下不配戴口罩
2019年冠狀病毒病疫情期間，西貢區議員葉子祈至今最少四次沒有正確配戴口罩並有違反《預防及控制疾病（佩戴口罩）規例》（第599I章，通稱「口罩令」）之嫌而遭各界非議，包括2020年9月8日及11月17日兩次區議會會議期間沒有正確配戴口罩，9月8日的一次無故脫下口罩，更向另外兩名區議員陳耀初與陸平才出言侮辱並爆發罵戰，11月17日的一次更令其他同場區議員包括方國珊、梁里等多次強烈勸喻才戴回口罩；2021年2月3日在區內商場派發揮春與利是封，卻沒有配戴口罩；以及下述2021年5月7日的搭巴士拒戴口罩事件。

### 拒戴口罩而被提告
網上流傳一段影片，懷疑西貢區議員葉子祈於2021年5月7日在一輛巴士上，因為無戴口罩而與其他乘客爆口角。
2021年5月10日下午，有政黨及社區人士到將軍澳警署報案，舉報葉涉嫌違反預防及控制疾病條例，及觸犯公職人員行為失當罪。

2021年5月11日早上，西貢區議會地區設施管理委員會召開會議，會上葉子祈稱經反思後，認為自己無佩戴口罩是不成熟的表現，向受影響市民道歉。
2021年12月15日，葉子祈在巴士上拒絕配戴口罩的案件（KTS9461/2021）在觀塘裁判法院提案，他同時被控以「誤導警務人員」、「公眾滋擾」、「故意阻撓巴士司機」的罪名。（KTCC1368/2021）